# Ashley Garcia : géniale et amoureuse
Ashley Garcia : géniale et amoureuse ou L'Univers infini d'Ashley Garcia (The Expanding Universe of Ashley Garcia) est une sitcom américaine en quinze épisodes d'environ 29 minutes créée par Mario Lopez et Seth Kurland, sortie entre le 17 février 2020 et le 9 décembre 2020 sur Netflix,.

## Synopsis
La série suit la vie d'Ashley Garcia, « seule jeune ingénieur en robotique et spécialiste des fusées au monde de 15 ans et demi », qui emménage avec son oncle Victor de l'autre côté du pays afin d'avoir une chance de travailler pour la NASA.

## Fiche technique
- Titre québécois : Ashley Garcia : géniale et amoureuse
- Autre titre francophone : L'Univers infini d'Ashley Garcia
- Titre original : The Expanding Universe of Ashley Garcia
- Réalisation : Seth Kurland et Mario Lopez
- Pays d'origine : États-Unis
- Langues d'origine : anglais
- Producteurs exécutifs : Seth Kurland, Mario Lopez, David Kendall, Mark Schulman
- Producteurs : Philippe Iujvidin, Patty Gary-Cox
- Chaîne d'origine : Netflix
- Diffusion originale : 17 février 2020 - 9 décembre 2020

## Distribution

### Acteurs principaux
- Paulina Chávez (VF : Emmylou Homs) : Ashley Garcia
- Conor Husting (VF : Geoffrey Loval) : Tad Cameron[3], le capitaine de l'équipe de football de Crown City High School
- Bella Podaras (VF : Alexandra Ansidei) : Brooke Bishop, l'amie d'enfance d'Ashley
- Reed Horstmann (VF : Julien Crampon) : Stick Goldstein, le gestionnaire d'équipement de l'équipe de football du Crown City High School
- Jencarlos Canela (VF : Jérôme Pauwels) : Victor Garcia, oncle d'Ashley, entraîneur de football au Crown City High School

### Invités
- Mario López (VF : Jérôme Rebbot) : Nico, l'ami de Victor et copropriétaire de Pat's
- Haley Pullos (en) (VF : Meaghan Dendraël) : Bella Schmerz
- Chelsea Kane (VF : Laura Préjean) : Ava Germaine, la meilleure amie d'Ashley du MIT

Version française dirigée par Vanina Pradier chez Dubbing Brothers, d'après une adaptation des dialogues de Christine de Chérisey et Juliane Daudan.
 Source et légende : version française (VF) sur RS Doublage et le carton de doublage.

## Épisodes
La série est composée de quinze épisodes dont huit ont été diffusés le 17 février 2020, six autres le 20 juillet 2020 et un spécial Noël le 9 décembre 2020, sur la plateforme de streaming Netflix.
| N° | Titre                                  | Réalisateur        | Scénariste                                | Date de diffusion |
| -- | -------------------------------------- | ------------------ | ----------------------------------------- | ----------------- |
| 1  | La Pastille à la menthe                | Jody Margolin Hahn | Seth Kurland, Pamela Corley & Mario Lopez | 17 février 2020   |
| 2  | Le Jeu de la bouteille                 | Jonathan Judge     | Julie Whitesell                           | 17 février 2020   |
| 3  | L'Haptique                             | Jody Margolin Hahn | Seth Kurland                              | 17 février 2020   |
| 4  | La Recherche d'une vie intelligente    | Jody Margolin Hahn | David Kendall                             | 17 février 2020   |
| 5  | L'Absence de fondement scientifique    | Eva Longoria       | Philippe Ludvidin                         | 17 février 2020   |
| 6  | Des amis, rien de plus                 | Eva Longoria       | Molly Haldeman & Camilla Rubis            | 17 février 2020   |
| 7  | Hasta la vista, Baby                   | Melissa Joan Hart  | Jessica Lopez                             | 17 février 2020   |
| 8  | Le Bal du lycée / Le Bal du secondaire | Jeff Melman        | Sam Stefanak                              | 17 février 2020   |